# Rankings de publicaciones académicas
Existen distintos enfoques para clasificar las llamadas publicaciones académicas o universitarias, ya sean individuales o en grupo.  Las clasificaciones se basan en impresiones subjetivas de la comunidad académica, como pueden ser los premios recibidos de asociaciones científicas, la especificidad de la disciplina, la reputación de una editorial o su factor de impacto.

## Ranking y/o clasificación
Las publicaciones a menudo se juzgan por el lugar o revista en la que aparecen, en vez de por su novedad, su aporte o su mérito. Esto ha sido objeto de crítica desde el Manifiesto de Leiden (2015)  y la Declaración de San Francisco sobre Evaluación de la Investigación (2013).  Además, los estudios de calidad y confiabilidad metodológica han encontrado que "la confiabilidad de los trabajos de investigación publicados en varios campos puede estar disminuyendo al aumentar el rango de la revista", contrariamente a las expectativas generalizadas.
En un estudio que evaluaba una gama cada vez más diversificada de editoriales y editores y su servicio a la comunidad académica, Janice S. Lewis concluyó que los bibliotecarios universitarios clasificaban las editoriales universitarias con una nota más alta que las editoriales comerciales, justo lo contrario que hacían los miembros de la Asociación Americana de Ciencia Política. 
Según Colin Steele, bibliotecario de la Biblioteca Nacional de Australia en Canberra, "Los listados de editoriales por título tampoco tienen en cuenta que algunas editoriales universitarias son fuertes en ciertas disciplinas, pero no en todo el espectro".  Las clasificaciones pueden variar ampliamente según la disciplina.

## Clasificación de Ciencias Políticas en Australia
La Asociación Australiana de Estudios Políticos (Australian Political Studies Association, sigla APSA) clasificó las editoriales académicas en 2007, teniendo en cuenta tanto la publicación de libros como de revistas.  Para 2022, esto fue reemplazado por una clasificación de títulos de revistas únicamente.  En 2007, sus editores A fueron:
- Alfred A. Knopf
- Allen & Unwin
- Cornell University Press
- Duke University Press
- Edward Elgar Publishing
- Elsevier Science Ltd
- International Publishers Association (IPA)
- Johns Hopkins University Press
- Kluwer
- Manchester University Press
- Melbourne University Publishing
- New York University Press
- Palgrave MacMillan (Reino Unido y Australia, St. Martin's Press en USA)
- Politico's
- Polity Press
- Routledge (Taylor and Francis)
- SAGE Publishing
- Science Publishers
- University of Pennsylvania Press
- University of Michigan Press
- University of Minnesota Press
- University of New South Wales Press
- University of Toronto Press
- WHO/EDM, Geneva
- Wiley-Blackwell
- AP, London
- Basic Books, New York
- Blackwell, Oxford
- Clarendon Press, Gloucestershire, UK
- CRC Press, Ghent, Belgium
- CRC, New York
- Harper & Row, New York
- John Wiley & Sons, West Sussex, UK
- Pergamon Press, Oxford/Amsterdam
- Prentice Hall, Eaglewood Cliffs (NJ), US
- Random House, New York
- Springer Science+Business Media, Londres/Berlín

En 2007, sus editores mejor clasificados (A+) fueron:
- Cambridge University Press
- University of Chicago Press
- Columbia University Press
- Harvard University Press
- MIT Press
- Oxford University Press/Clarendon (UK/US)
- Princeton University Press
- Stanford University Press
- University of California Press
- Yale University Press

## SENSE rankings
Research School for Socio-Economic and Natural Sciences of the Environment (Escuela de Investigación en Ciencias Socioeconómicas y Naturales del Medio Ambiente, abreviado SENSE Research School) ha clasificado a los editores científicos todos los años desde 2006 hasta 2022. Esta clasificación fue pensada solo para uso interno y ya no está disponible.

## Ranking del Consejo Superior de Investigaciones Científicas de España
Desde 2009 el CSIC puso en marcha el grupo de investigación ILIA, responsable del índice Scholarly Publishers Indicators (SPI), un sistema que proporciona información e indicadores de las editoriales académicas. SPI genera tres tipos de indicadores para las editoriales académicas españolas: prestigio de las editoriales, especialización y sistemas de selección de originales, indicadores que ofrece de manera periódica, sistemática, estructurada y para una gran mayoría de las editoriales académicas españolas. En https://spi.csic.es/indicadores/informes pueden consultarse otros indicadores y análisis realizados sobre las editoriales académicas españolas.
En 2012 y 2014, el Consejo Superior de Investigaciones Científicas pidió a 11.864 académicos españoles que nombraran a las 10 editoriales académicas más prestigiosas de más de 600 editoriales internacionales y 500 en español. Recibió 2.731 respuestas, una tasa de respuesta del 23,05 por ciento. Los resultados se compilaron utilizando un promedio ponderado. Los resultados fueron:
1. Cambridge University Press
2. Oxford University Press
3. Springer Nature
4. Routledge
5. Elsevier
6. Peter Lang
7. Thomson Reuters
8. Blackwell
9. De Gruyter
10. McGraw Hill

## Rankings Granada
Para evaluar cuantitativamente la producción de una editorial, en 2014 un grupo de investigación asociado al Universidad de Granada creó una metodología basada en Índice de Citas de Thomson-Reuters. El peso cuantitativo de los editores se basa en los datos de producción, el impacto (citas) y el perfil del editor. Según el estudio de Granada, las 10 empresas líderes fueron:
1. Springer Nature
2. Palgrave Macmillan
3. Routledge
4. Cambridge University Press
5. Elsevier
6. Nova Science Publishers
7. Edward Elgar
8. Information Age Publishing
9. Princeton University Press
10. University of California Press

## Rankings de citas de libros
El Servicio de Medición del Impacto de la Investigación (en inglés: Research Impact Measurement Service, sigla RIMS) de la Universidad de Nueva Gales del Sur presentó una metodología cuantitativa de bibliometría para la comparación de editoriales de libros.  En un artículo de la revista Journal of the Association for Information Science and Technology, de la Sociedad Americana de Ciencia y Tecnología de la Información, Howard D. White et al. escribieron: "Las medidas bibliométricas para evaluar unidades de investigación en humanidades y ciencias sociales en formato libro están subdesarrolladas en relación con las disponibles para ciencia y tecnología orientadas a revistas". El RIMS propuso lo que se llamó un "conteo de libcitación", es decir, el conteo de las bibliotecas que tienen un libro determinado según lo informado en una encuesta nacional (o internacional).  White et al. escribió,

Libcitation counts reflect judgments by librarians on the usefulness of publications for their various audiences of readers. The Libcitation measure thus resembles a citation impact measure in discriminating values of publications on a defined ground. It rewards authors whose books (or other publications) are seen by librarians as having relatively wide appeal. A book's absolute appeal can be determined simply by counting how many libraries hold it, but it can also be gauged in relation to other books in its subject class.

El concepto libcitation, según los RIMS, refleja lo que los bibliotecarios saben sobre el prestigio de los editores, las opiniones de los revisores y la reputación de los autores. 

## Literatura
- Amsler, S. S., & Bolsmann, C. (2012). University ranking as social exclusion. British journal of sociology of education, 33(2), 283-301.
- Andrés, A. (2009). Measuring academic research : how to undertake a bibliometric study. Oxford : Chandos Publishing.
- Bornmann, L., Mutz, R., & Daniel, H. D. (2013). Multilevel‐statistical reformulation of citation‐based university rankings: The Leiden ranking 2011/2012. Journal of the American Society for Information Science and Technology, 64(8), 1649-1658.
- Braun, Tibor et al. (1985). Scientometric indicators : a 32 country comparative evaluation of publishing performance and citation impact. Singapore ; Philadelphia : World Scientific.
- Dill, D. D., & Soo, M. (2005). Academic quality, league tables, and public policy: A cross-national analysis of university ranking systems. Higher education, 49(4), 495-533.
- Donohue, Joseph C. (1974). Understanding scientific literatures: a bibliometric approach. Cambridge, MIT Press .
- Drummond, R., & Wartho, R. (2009). RIMS: the research impact measurement service at the University of New South Wales. Australian Academic & Research Libraries,
- Herb, U., Kranz, E., Leidinger, T., & Mittelsdorf, B. (2010). How to assess the impact of an electronic document? And what does impact mean anyway? Reliable usage statistics in heterogeneous repository communities. OCLC Systems & Services: International digital library perspectives, 26(2), 133-145.
- Hug, Sven E.; Ochsner, Michael; Daniel, Hans-Dieter. (2013). Criteria for assessing research quality in the humanities: a Delphi study among scholars of English literature, German literature and art history. Research Evaluation. Dec2013, Vol. 22 Issue 5, p369-383.
- Kousha, K., Thelwall, M., & Rezaie, S. (2011). Assessing the citation impact of books: The role of Google Books, Google Scholar, and Scopus. Journal of the American Society for Information Science and Technology, 62(11), 2147-2164.
- Oltersdorf, J. (2013). Publikationen: Funktion und Repräsentation (Doctoral dissertation, Humboldt-Universität zu Berlin, Philosophische Fakultät I).
- Rostaing, H., Boutin, E., & Mannina, B. (1999). Evaluation of internet resources: bibliometric techniques applications. cybermetrics, 99.
- Sadlak, J., & Liu, N. C. (2007). The world-class university and ranking: Aiming beyond status. Bucharest, Romania/Shanghai, China/Cluj-Napoca, Romania: Unesco-Cepes.
- Sahel, J. A. (2011). Quality versus quantity: assessing individual research performance. Science translational medicine, 3(84)
- Sieber, J., & Gradmann, S. (2011). How to best assess monographs?. Humboldt University Berlin.
- Tausch, A. (2011). On the Global Impact of Selected Social-Policy Publishers in More Than 100 Countries. Journal of Scholarly Publishing, 42(4), 476-513.
- Tausch, A. (2018). The Market Power of Global Scientific Publishing Companies in the Age of Globalization: An Analysis Based on the OCLC Worldcat (16 de junio de 2018). Journal of Globalization Studies, 9(2), 63-91. Also Available at SSRN: https://ssrn.com/abstract=3197632 or http://dx.doi.org/10.2139/ssrn.3197632.
- Tausch, A. (2022). Beyond 'Channel Registers' Ways and Aberrations of Ranking International Academic Book Publishers (18 de septiembre de 2022). Available at SSRN: https://ssrn.com/abstract=4222481 or http://dx.doi.org/10.2139/ssrn.4222481.
- Tausch, Arno (2023), Bibliometry from a global perspective : library and classroom outreach and the future ranking of political scientists and publishers, Nova Science Publishers, ISBN 9798886978865.
- Taylor, P., & Braddock, R. (2007). International university ranking systems and the idea of university excellence. Journal of Higher Education Policy and Management, 29(3),
- Thelwall, M., Klitkou, A., Verbeek, A., Stuart, D., & Vincent, C. (2010). Policy‐ relevant Webometrics for individual scientific fields. Journal of the American Society for Information Science and Technology, 61(7), 1464-1475.
- Torres-Salinas, D., Robinson-García, N., & López-Cózar, E. D. (2012). Towards a Book Publishers Citation Reports. First approach using the Book Citation Index. arXiv preprint arXiv:1207.7067.
- Torres-Salinas, D., Robinson-García, N., Cabezas-Clavijo, Á., & Jiménez-Contreras, E. (2014). Analyzing the citation characteristics of books: edited books, book series and publisher types in the book citation index. Scientometrics, 98(3), 2113-2127.
- Torres-Salinas, D., Robinson-Garcia, N., Miguel Campanario, J., & Delgado López- Cózar, E. (2014). Coverage, field specialisation and the impact of scientific publishers indexed in the Book Citation Index. Online Information Review, 38(1), 24-42.
- Torres-Salinas, D., Rodríguez-Sánchez, R., Robinson-García, N., Fdez-Valdivia, J., & García, J. A. (2013). Mapping citation patterns of book chapters in the Book Citation Index. Journal of Informetrics, 7(2), 412-424.
- Usher, A., & Savino, M. (2007). A global survey of university ranking and league tables. Higher Education in Europe, 32(1), 5-15.
- Vinkler, Peter (2010). The evaluation of research by scientometric indicators. Oxford [England] : Chandos Publishing.
- Waltman, L., & Schreiber, M. (2013). On the calculation of percentile‐based bibliometric indicators. Journal of the American Society for Information Science and Technology, 64(2), 372-379.
- White, H. D.; Boell, Sebastian K.; Yu, H.; Davis, M.; Wilson, C. S.; Cole, Fletcher T.H. J. (2009) Libcitations: A measure for comparative assessment of book publications in the humanities and social sciences. Journal of the American Society for Information Science & Technology. Jun2009, Vol. 60 Issue 6, p1083-1096.
- Zuccala, A. A., & White, H. D. (2015). Correlating Libcitations and Citations in the Humanities with WorldCat and Scopus Data. In A. A. Salah, Y. Tonta, A. A. Akdag Salah, C. Sugimoto, & U. Al (Eds.), Proceedings of the 15th International Society for Scientometrics and Informetrics (ISSI), Estambul, Turquía, 29 de junio al 4 de julio de 2015. (pp. 305–316). Bogazici University.
- Zuccala, A., & Guns, R. (2013). Comparing book citations in humanities journals to library holdings: Scholarly use versus perceived cultural benefit. In 14th international conference of the international society for scientometrics and informetrics (pp. 353–360).
- Zuccala, A., Guns, R., Cornacchia, R., & Bod, R. (2014). Can we rank scholarly book publishers? A bibliometric experiment with the field of history. Journal of the Association for Information Science and Technology.
- Zuccala, A., Someren, M., & Bellen, M. (2014). A machine‐learning approach to coding book reviews as quality indicators: Toward a theory of megacitation. Journal of the Association for Information Science and Technology, 65(11), 2248-2260.